# 萨洛讷 (摩泽尔省)
萨洛讷（法語：Salonnes，法語發音：[salɔn]）是法国摩泽尔省的一个市镇，属于萨尔堡-萨兰堡区。

## 地理
萨洛讷（48°47'28"N, 6°29'46"E）面积12.69 平方千米，位于法国大東部大區摩泽尔省，该省份为法国东北部内陆省份，是洛林的一部分，西南接默尔特-摩泽尔省，东临下莱茵省，北与卢森堡和德国接壤。
与萨洛讷接壤的市镇（或旧市镇、城区）包括：大伯藏日、尚布雷、萨兰堡、莫维尔莱维克、塞耶河畔维克。

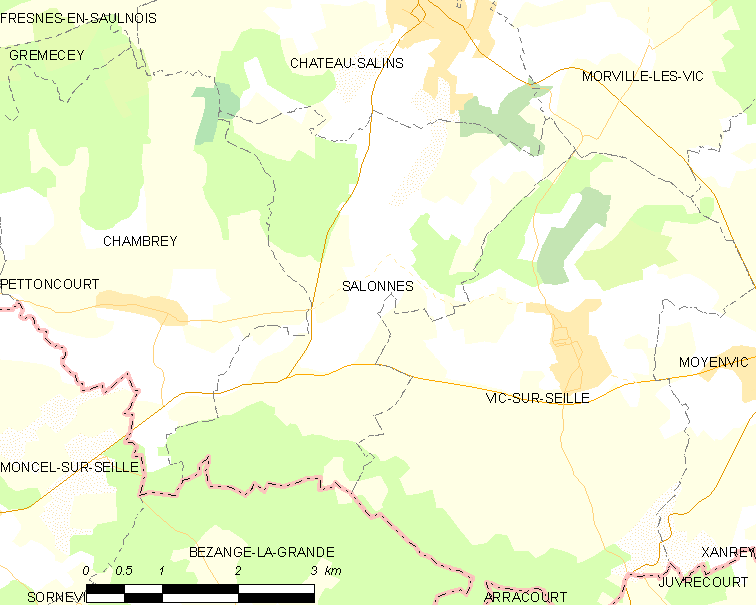
的OSM定位图

萨洛讷的时区为UTC+01:00、UTC+02:00（夏令时）。

## 行政
萨洛讷的邮政编码为57170，INSEE市镇编码为57625。

## 政治
萨洛讷所属的省级选区为索努瓦县。

## 人口

1962-2008年间人口变化图示

萨洛讷于2022年1月1日时的人口数量为171人。